# Candelaria (Campeche)
Candelaria es una localidad del estado mexicano de Campeche. Es la cabecera del Candelaria.

## Toponimia
El nombre de la población hace referencia ala santa patrona de la localidad: Nuestra Señora de la Candelaria.

## Demografía
| Gráfica de evolución demográfica |
|                                  |

| Censo | Población |
| ----- | --------- |
| 1960  | 59        |
| 1970  | 1 982     |
| 1980  | 4 492     |
| 1990  | 5 929     |
| 2000  | 8 033     |
| 2010  | 9 812     |
| 2020  | 11 121    |